# Смовж, Орест Богданович
Орест Богданович Смовж (укр. Орест Богданович Смовж; род. 27 марта 1991, Львов) — украинский скрипач.
Сын скрипачки и валторниста, однако отец отошёл от занятий музыкой. Учился во Львовской музыкальной школе имени Саломеи Крушельницкой (у Марии Футорской) и в Киевской музыкальной школе имени Николая Лысенко (у Ярославы Ривняк), затем в Национальной музыкальной академии Украины у Дмитрия Ткаченко и в Сингапурской консерватории у Цянь Чжоу и наконец в Школе музыки Университета Южной Калифорнии у Мидори. Занимался также в мастер-классах Вадима Репина, Ильи Грингольца, Иври Гитлиса, Пьера Амуайяля и др. В 2015 году выиграл Конкурс имени Тадеуша Вроньского для скрипки соло в Польше.
Специалист, прежде всего, по новейшей украинской музыке. В 2009 г. участвовал в представлении украинских исполнителей и композиторов нового поколения в Москве. Специально для Смовжа написаны более 40 произведений современных авторов, среди которых Алла Загайкевич, Святослав Лунёв, Олег Безбородько, Алексей Войтенко.
В 2010 году, будучи студентом Национальной музыкальной академии Украины, вместе со своим соучеником Павлом Лысым организовал в селе Дзензелевка Черкасской области ежегодный фестиваль «Дзензелевские вечера классической музыки» (укр. Дзензелівські вечори класичної музики).
В 2022 г. был удостоен премии имени Льва Ревуцкого.